# Oneg Shabbat
L'Oneg Shabbat (עונג שבת) termine in ebraico israeliano moderno (o Oyneg Shabbos in aschenazita o ashkenazita), è il nome in codice di un archivio segreto creato nel 1940 nel ghetto di Varsavia da un gruppo di più di sessanta (60) persone che comprendeva storici, scrittori, giornalisti, rabbini e assistenti sociali guidati dallo storico ebreo Emanuel Ringelblum, per cui l'archivio è conosciuto anche come "archivio Ringelblum". La considerevole collezione di documenti e testimonianze raccolte nel ghetto durante tutto il periodo della seconda guerra mondiale da decine di volontari di tutte le età, includevano saggi, diari, lettere, monografie, giornali, disegni, poster murali e altri materiali e riguardavano non solo la cronaca dettagliata delle disumane condizioni di vita nel ghetto e la lotta per la sopravvivenza degli ebrei durante l'occupazione nazista, ma anche l'individuazione dell'imminente loro sterminio, prima nel 1941 con le notizie di stragi e massacri «nei territori orientali occupati dall'Unione Sovietica» come il massacro di Ponary, e quindi notizie e testimonianze sullo sterminio sistematico degli ebrei in atto nei campi di sterminio di Chełmno, Bełżec, Sobibór e Treblinka. La ricerca, fu considerata della massima segretezza, infatti tutti gli altri abitanti del ghetto non conoscevano l'esistenza del lavoro condotto dal gruppo appartenente all' Oneg Shabbat. 
I lavori di raccolta iniziarono nel settembre 1939 e terminarono nel gennaio 1943. La parte fino a oggi recuperata dell'archivio consta di circa 6.000 documenti (per un totale di circa 35.000 pagine), è conservata a Varsavia presso il Jewish Historical Institute.. Nel 1999, gli archivi Ringelblum sono stati inseriti nel Registro della Memoria del Mondo dell'UNESCO.

## Il nome
Il nome Oneg Shabbat significa letteralmente gioia del sabato in ebraico e di solito si riferisce a un raduno celebrativo tenuto dopo i servizi del sabato, spesso con cibo, canto, studio, discussione e socializzazione. Questo nome è stato scelto perché il gruppo dei responsabili addetti all'archivio per le loro riunioni segrete si riunivano di sabato.

## Storia
I membri di Oneg Shabbat inizialmente raccolsero il materiale con l'intenzione di scrivere un libro dopo la guerra sugli orrori a cui avevano assistito. Il ghetto di Varsavia fu sigillato il 16 novembre 1940. Con l'aumentare del ritmo delle deportazioni divenne chiaro che la destinazione era il campo di sterminio di Treblinka e che pochi ebrei sarebbero sopravvissuti a Varsavia, Ringelblum fece conservare gli archivi in tre lattine di latte e dieci scatole metalliche, che furono poi interrate in tre luoghi diversi del ghetto. Due dei contenitori, contenenti migliaia di documenti, furono portati alla luce il 18 settembre 1946 e altre dieci scatole il 1º dicembre 1950. Si dice che il terzo nascondiglio sia sepolto sotto quella che oggi è l'ambasciata cinese a Varsavia ma una ricerca nel 2005 non è riuscita a individuare il materiale d'archivio mancante.
Il 19 gennaio 1942, un detenuto evaso dal campo di sterminio di Chełmno, Jacob Grojanowski, raggiunse il ghetto di Varsavia, dove fornì informazioni dettagliate sul campo al gruppo Oneg Shabbat. Il suo rapporto, che divenne noto come Grojanowski Report, fu portato di nascosto fuori dal ghetto attraverso i canali della metropolitana polacca, raggiunse Londra e fu pubblicato entro giugno.
Dopo questo avvenimento e dopo che altre notizie giunsero a Varsavia e nel ghetto, sullo sterminio sistematico degli ebrei, il gruppo che dedicava il suo tempo quasi esclusivamente a fatti e situazioni che riguardavano il loro ghetto, «[...] subì un riorientamento [..] iniziando a documentare la distruzione delle comunità ebraiche e a trasmettere queste informazioni al pubblico. Nel 1942, attraverso organizzazioni polacche ed ebraiche i rapporti sull'Olocausto dell' Oneg Shabbat, giunsero in Occidente. [...] Il gruppo si preoccupò di far sì che il materiale raccolto mostrasse un quadro completo e oggettivo della realtà, con tutti i fatti e i dettagli possibili [...] Sia i documenti originali che le copie con le loro descrizioni dettagliate furono riposti nelle collezioni» del loro archivio. Nell’estate 1942 la prima parte dell’archivio viene seppellita, circa un anno dopo, nel 1943 toccherà invece alle altre due parti, e precisamente la seconda a febbraio e la terza e ultima il 18 aprile dello stesso anno. , ovvero appena il giorno prima dello scoppio della rivolta del ghetto. 
Tutti tranne tre membri degli Oneg Shabbat furono assassinati nei genocidi. Emanuel Ringelblum fuggì dal ghetto, ma continuò a tornare a lavorare sugli archivi. Nel 1944, Ringelblum e la sua famiglia furono scoperti e giustiziati insieme a coloro che li nascondevano. Dopo la guerra, Rachel Auerbach, uno dei tre membri sopravvissuti di Oneg Shabbat, iniziò la ricerca e lo scavo delle cronache sepolte.

## Il faticoso ritrovamento di parte dell'archivio nel dopoguerra e il restauro dei documenti ammuffiti
La prima parte dell'archivio di carte fu ritrovato grazie «alla collaborazione e alla tenacia» di una dei tre soli sopravvissuti tra le centinaia di collaboratori uccisi, ovvero Rachel Auerbach. «Fu lei che nel 1946 recatasi a Varsavia, chiese ai sopravvissuti, infreddoliti e affamati, rifugiati della città ormai distrutta, di compiere un estremo sforzo per dissotterrare le memorie nascoste sotto le rovine».
«Alcuni contenitori furono saldati; altri si deteriorarono rovinando irreparabilmente i documenti in essi contenuti, altri scritti, danneggiati dall’umidità, furono recuperati grazie a un minuzioso lavoro di pulizia.» Molti documenti infatti erano danneggiati o compromessi da una muffa verdastra.
Dopo una ricerca meticolosa condotta in un ghetto distrutto dai nazisti e con centinaia di tonnellate di rovine e detriti, nel settembre del 1946, la prima parte dell'archivio, composto da tre sotterramenti, venne ritrovato. Per prima sarà rinvenuta una scatola metallica e quindi le altre 9 scatole per un totale di 10 contenitori del primo sotterramento, la scoperta è fatta con scavi presso a quello che era il numero 68 di via Nowolipki del ghetto di Varsavia. Quattro anni dopo nel 1950 sarà ritrovata per caso allo stesso indirizzo una coppia di bidoni per il latte in cui erano stati messi diversi altri documenti, questa era da considerarsi la seconda parte dell’archivio. Mancava all'appello e manca a tutt’oggi la terza parte dell’archivio che venne interrata la notte prima dello scoppio della rivolta del ghetto.

## Eredità e Memoria
(David Graber, membro Oneg Shabbat, 19 anni, 2 agosto 1942)
Nel 1960, gli studenti del rabbino Kalonymus Kalman Shapira, il Rebbe di Piaseczno, pubblicarono gli Aish Kodesh, delle derashos (sermoni) sulla parsha che il rebbe aveva consegnato tra il settembre 1939 e il luglio 1942 nel ghetto di Varsavia e che furono scoperti con l'Archivio Ringelblum.
Un catalogo dell'Archivio Ringelblum è stato pubblicato in forma di libro nel 2009 dallo United States Holocaust Memorial Museum e dal Jewish Historical Institute di Varsavia; e l'intero archivio è a disposizione dei ricercatori anche in formato digitale presso entrambe le istituzioni. Il Jewish Historical Institute ha pubblicato una serie di libri di 38 volumi (fino a dicembre 2022) che riassumono le diverse parti dell'archivio e che troviamo qui  i cui temi sono i seguenti: 
1. Lettere sull'Olocausto
2. Bambini - Insegnamento segreto nel ghetto di Varsavia
3. Rapporti dalle Terre di Confine
4. Vita e opere di Gela Seksztajn
5. Il Ghetto di Varsavia
6. Amministrazioni pubbliche
7. Eredità
8. Territori incorporati nel Reich: Distretto del Reich Danzica-Prussia occidentale, regione di Ciechanów, Alta Slesia
9. Territori incorporati nel Reich: Wartheland
10. Il destino degli ebrei di Łódź (1939-1942)
11. Persone e opere "Oneg Shabbat"
12. Consiglio ebraico a Varsavia 1939-1943
13. L'ultima fase del reinsediamento è la morte: Pomiechówek, Chelmno sul Ner, Treblinka
14. Collezione Hersz Wasser
15. Settembre 1939. Lettere di Kalisz.Lettere di Płock
16. Warsaw Ghetto Press: Il Bund e Cukunft
17. Warsaw Ghetto Press: Poalej Zion sinistra e Poalej Zion destra
18. Warsaw Ghetto Press: Hashomer Hatzair
19. Warsaw Ghetto Press: Hechaluc Dror e Gordonia
20. Warsaw Ghetto Press: Gruppi di destra
21. Warsaw Ghetto Press: La sinistra radicale non sionista
22. Warsaw Ghetto Press: Notizie dall'ascolto della radio
23. Diari dal ghetto di Varsavia
24. Campi di lavoro forzato
25. Scritti di Rabbi Kalonymus Shapiro
26. Opere letterarie dal ghetto di Varsavia
27. Auto-aiuto sociale ebraico a Varsavia (1939-1943)
28. Zvi Prylutsky. Memorie (1905-1939)
29. Scritti dal ghetto di Emanuel Ringelblum
30. Gli scritti di Emanuel Ringelblum dal bunker (considerato dal JHI come 29a)
31. Scritti di Chaskiel Wilczyński
32. Scritti di Perec Opocziński
33. Scritti di Rabbi Shimon Huberband
34. Ghetto di Varsavia cz I a
35. Ghetto di Varsavia cz I b (catalogato anche come cz II e che formano un tutt’uno con il primo volume cz I )
36. Ghetto di Varsavia cz II
37. Emanuel Ringelblum, Ebrei a Varsavia. Parte seconda: 1527-1795
38. Sermoni di Rabbi Kalonymus Shapiro

̈Venne inoltre preparata una ulteriore pubblicazione, ovvero una dettagliata guida (in inglese) al catalogo dell'Archivio Ringelblum.
A luglio 2007, lo storico statunitense Samuel Kassow ha pubblicato in inglese per l'Indiana University Press il libroː Who Will Write Our History? Emanuel Ringelblum and the Oyneg Shabes Archive che elenca tutti i resoconti degli archivi Oneg Shabbat fino al 2007 recuperati. Nel 2009 il saggio fu tradotto in italiano da Arnoldo Mondadori Editore con il titolo Chi scriverà la nostra storia? - L'archivio ritrovato del ghetto di Varsavia
Nel 2018 viene girato un film documentario per la regia della statunitense Roberta Grossman che riprende prima il senso delle parole di David Graber e poi il titolo del saggio di Samuel Kassow e che titoleràː Who will write our history di 90", doppiato in italiano nel 2019.

## Filmografia
- Chi scriverà la nostra storia (Who will write our history (2018)), regia di Roberta Grossman, 95", (2019)